# Zdenko Hans Skraup
Zdenko Hans Skraup (Praga, 3 de marzo de 1850 – Viena, 10 de septiembre de 1910) fue un químico austríaco de origen bohemio.

## Vida
Skraup nació en el seno de una familia checa dedicada a la música. Su padre era compositor de música religiosa y popular, y su tío fue el compositor del actual himno nacional de la República Checa. Aunque el propio Zdenko Hans Skraup también mostró dotes musicales, decidió orientar sus estudios al campo de la química. Entre 1866 y 1871 se formó en esta materia en la Universidad Técnica de Praga. En el año 1875 obtuvo el título de doctor en la Universidad de Gießen, con un trabajo sobre la química de las plantas. Tras finalizar sus estudios, trabajó durante un breve período de tiempo en una fábrica de porcelana cerca de Karlovy Vary, así como en la casa de la moneda de Viena.
Después de estas experiencias laborales, Skraup volvió al mundo académico y en 1879 obtuvo su habilitación como profesor en la Universidad de Viena con una investigación sobre alcaloides de la familia de la quinina. En dicha universidad, empezó a trabajar como asistente de Friedrich Rochleder primero, y de Adolf Lieben, después. En 1886, el mismo año en que se le otorgó el premio Lieben, Skraup se trasladó a Graz. Allí consiguió un puesto como profesor de la Universidad Técnica, y más tarde como profesor de la Universidad de Graz. Allí permaneció hasta 1906, año en que aceptó trasladarse nuevamente a Viena para ocupar la plaza que Lieben había dejado vacante en su universidad.

## Quinolinas
Skraup empezó a interesarse en el estudio de los alcaloides en la época en la que trabajó con Rochleder, uno de los fundadores de la fitoquímica moderna. En este contexto, Skraup desarrolló su mayor contribución científica: la síntesis de quinolinas.
En aquella época, la relación entre las quinolinas y algunos alcaloides era conocida, pero no se disponía de ningún proceso sencillo para su síntesis. Observando los resultados de Karl Graebe con el azul de alizarina y los de Wilhelm Königs con las quinolinas, Skraup dedujo que la reacción entre nitrobenceno y glicerol en presencia de ácido sulfúrico a alta temperatura podría ser una posible ruta sintética para las quinolinas.

Skraup comprobó experimentalmente que la reacción era posible, pero se encontró con rendimientos muy pobres. Achacó el bajo rendimiento a la evolución del oxígeno, por lo que decidió utilizar como reactivo de partida la anilina en lugar de nitrobenceno, manteniendo el resto de condiciones inalteradas.

Skraup comprobó que el rendimiento de esta reacción era también bajo y decidió combinar ambas para conseguir que el oxígeno y el hidrógeno formados se combinaran para formar agua. Esta reacción se conoce como reacción de Skraup o síntesis de quinolinas de Skraup y su rendimiento es satisfactorio.

Este método se generalizó para la síntesis de quinolinas a partir de aminas primarias aromáticas por calentamiento en presencia de glicerol, ácido sulfúrico y un agente oxidante, como el nitrobenceno.

## Otros trabajos
Skraup desarrolló durante su carrera otras líneas de investigación que incluían el estudio de los isómeros de los ácidos piridincarboxílicos o el estudio de los glúcidos, descubriendo en 1901 la celobiosa.